# Mednarodna avtomobilistična zveza
Mednarodna avtomobilistična zveza (uradno francosko Fédération Internationale de l'Automobile, kratica FIA) je neprofitna zveza, ustanovljena 20. junija 1904, ki zastopa interese avtomobilizma in uporabnikov avtomobilov.
Ustanovljena je bila kot Association Internationale des Automobile Clubs Reconnus (AIACR), ki je strukturirana kot internacionalna organizacija nacionalnih klubov. Sedež ima v Parizu, Francija in je sestavljena iz 207 nacionalnih organizacij v 122 državah. Trenutni predsednik je Jean Todt.
Javnosti je FIA najbolj poznana kot organizatorka motornih dirk. Leta 1922 je FIA dodelila organizacijo motornih dirk komiteju CSI (Commission Sportive Internationale de la FIA|Commission Sportive Internationale), ki se je kasneje preimenoval v FISA (Fédération Internationale du Sport Automobile). Prestrukturiranje FIE leta 1993 je povzročilo izginotje FISA, tako da je organizacija dirk spet padla direktno na FIA.
Kot pri nogometu FIFA, je FIA poznana po svojem francoskem imenu in kratici, čeprav jo bi lahko prevedli v Svetovno avtomobilistično zvezo.

## Struktura
- generalna skupščina FIE – glavno telo federacije, ki ga sestavljajo predsedniki pridruženih klubov.
  - Predsednik FIE – hkrati tudi predsednik generalne skupščine.
    - Podpredsednik za mobilnost in avtomobile FIE
      - Svetovni svet za mobilnost in avtomobile FIE – vode vse nešportne aktivnosti FIE.
      - Komisije za mobilnost in avtomobile

    - Podpredsednik FIE za šport
      - Svetovni svet ta motorni šport FIE – vodi vse športne aktivnosti FIE.
      - Športna komisija
- senat FIE
- Mednarodno sodišče za pritožbe FIE
- Sekretariat FIA

## Člani
- AA, Združeno kraljestvo
- ACF, Francija
- ADAC, Nemčija
- ASN Canada FIA, Kanada
- AvD, Nemčija
- AAA, ZDA
- CCC, Združeno kraljestvo
- FIVA, Združeno kraljestvo
- JAF, Japonska
- MSA, Združeno kraljestvo
- RAC, Združeno kraljestvo
- ACI, Italija
- PZM, Poljska
- CAMS, Avstralija
- HKAA, Hongkong
- ELPA, Grčija
- FPAK, Portugalska
- AAP, Filipini

...

## Zgodovina dogodkov
V sezoni 1950 je FIA organizirala prvo avtomobilistično svetovno prvenstvo za dirkače, ki ga danes poznamo pod imenom Formula 1.
Leta 1955 je FIA priredila svetovno vzdržljivostno prvenstvo, prvo tako serijo za športne avtomobile. Do leta 1981 so podeljevali le točke konstruktorjem. Od leta 1982 pa je bilo dodano še dirkaško prvenstvo, ki je potekalo do sezone 1993.
V sezoni 1973 je FIA organizirala prvo svetovno reli prvenstvo. Prva dirka pa je bila organizirana v Monaku.

## Dogodki
FIA trenutno organizira naslednje dirkaške serije:
- FIA Svetovno prvenstvo Formule 1
- FIA Svetovno reli prvenstvo
- FIA Svetovno prvenstvo turističnih dirkalnikov
- FIA Prvenstvo GP2 (prej Formula 3000)
- FIA GT prvenstvo
- FIA GT3 evropsko prvenstvo
- CIK-FIA Svetovno prvenstvo v kartingu
- FIA Evropsko prvenstvo turističnih dirkalnikov
- FIA Evropski pokal tovornjakov
- FIA Svetovni cros reli pokal
- FIA Evropsko prvenstvo drsenja
- FIA Evropsko avtokros prvenstvo
- FIA Evropsko relikros prvenstvo
- FIA Prvenstvo alternativne energije
- FIA Evropsko plezalno prvenstvo
- FIA Mednarodni plezalni izziv
- FIA Evropski plezalni pokal
- FIA Zgodovinsko dirkaško prvenstvo
- FIA Zgodovinsko reli prvenstvo
- FIA Zgodovinske regularne vožnje
- FIA Zgodovinsko plezalno prvenstvo
- FIA Evropski reli pokali
- FIA Bližnje vzhodno reli prvenstvo
- FIA Afriško reli prvenstvo
- FIA Azijsko-Pacifiško reli prvenstvo
- FIA Evropsko Reli prvenstvo
- A1 Grand Prix

FIA je včasih vodila naslednje dogodke:
- FIA Svetovno prvenstvo športih dirkalnikov
- FIA prvenstvo športnih dirkalnikov